# Jüdischer Friedhof (Weyhers)

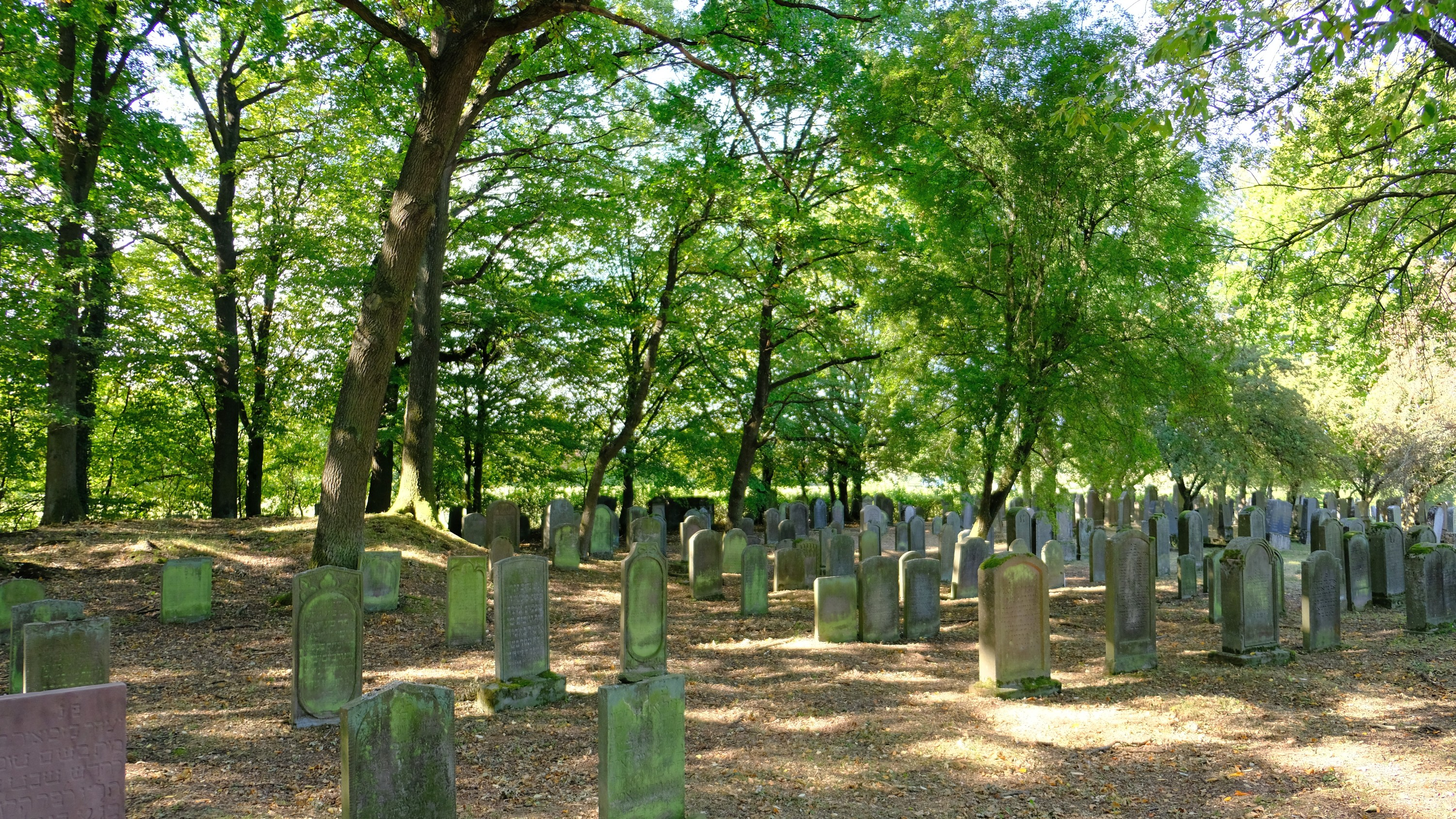
Der Friedhof im September 2020

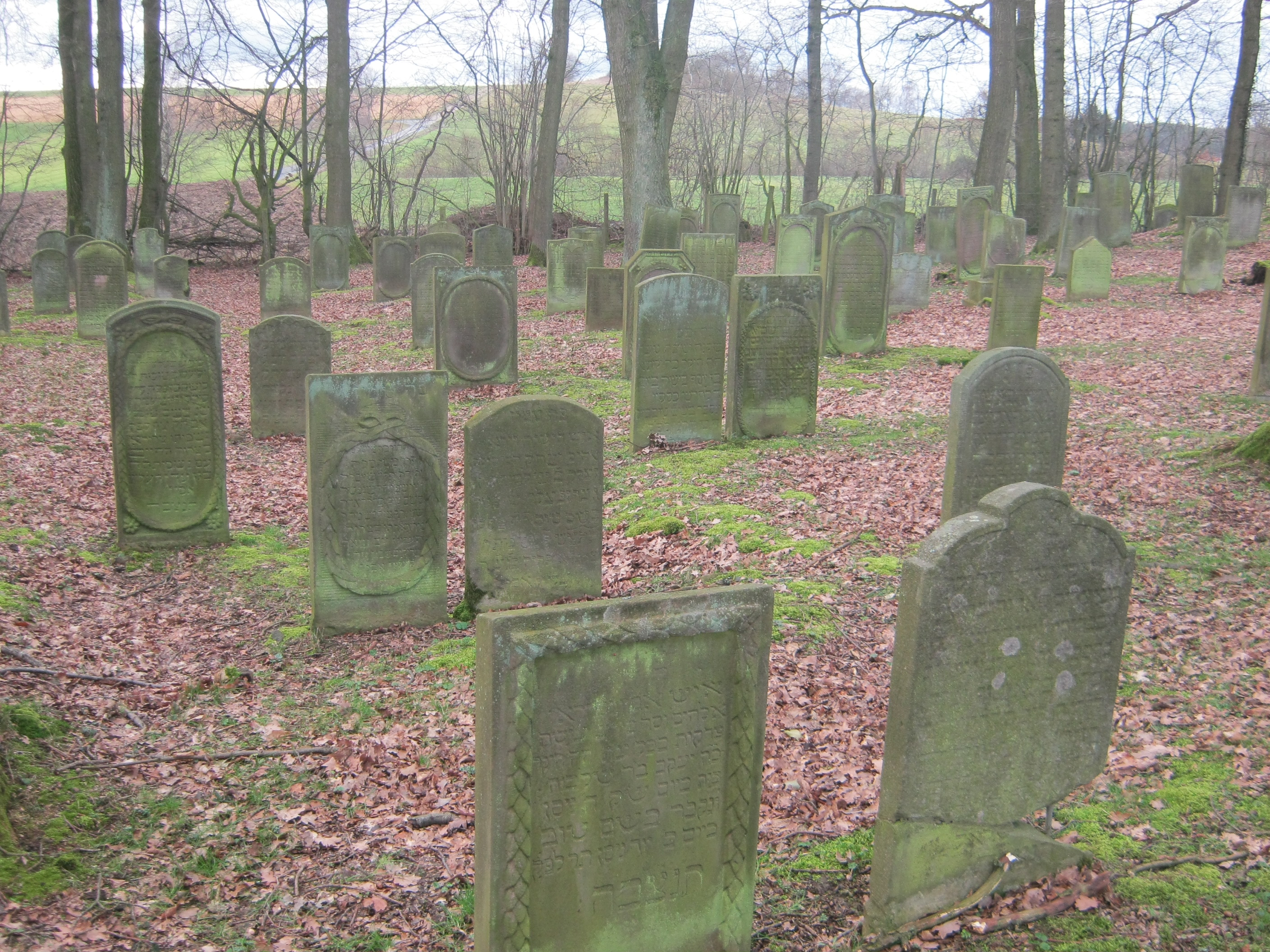
Der Friedhof

Der jüdische Friedhof in Weyhers, einem Ortsteil der Gemeinde Ebersburg im Landkreis Fulda in Osthessen, ist ein geschütztes Kulturdenkmal und befindet sich auf einem Hochplateau ungefähr 300 Meter nördlich des Ortes unweit der Landesstraße 3258 in Richtung Dietershausen.

## Geschichte
Der älteste Beleg über die Existenz des jüdischen Friedhofs in Weyhers stammt aus dem Jahr 1720. Ursprünglich war er angelegt worden von den Fürstäbten im Kloster Fulda für die verstorbenen Juden der Ämter Weyhers und Gersfeld. Spätestens ab 1866 wurden darauf alle Juden aus dem damaligen Kreis Gersfeld bestattet außer denen aus dem Bezirk Tann. Größere jüdische Gemeinden befanden sich damals unter anderem in Gersfeld, Hettenhausen, Weyhers, Wüstensachsen, Schmalnau und Poppenhausen.
Im Nationalsozialismus wurden viele Gräber zerstört und Teile des Friedhofs abgeräumt. Der Zeitzeuge Alfred Grünspecht (* 1920 in Wüstenhausen; † 2001 in New York) schrieb in seinen Erinnerungen: „Als ich einige Tage vor meiner Auswanderung (vor November 1938) die Gräber meiner verstorbenen Eltern und Verwandten besuchte – der Friedhof lag in landschaftlich wunderschöner Gegend in Weyhers, auf dem Bergplateau – fand ich die eisernen Tore weit offen, tiefe Radspuren führten zu dem kleinen Basaltkegel in der Mitte des Friedhofes. Man hatte Steine gebrochen für den Straßenbau“. Nach der Schließung des jüdischen Friedhofs in Fulda im Jahr 1941 wurden noch einige Bestattungen auf dem Friedhof in Weyhers durchgeführt. Zwischen 1720 und 1942 fanden etwa 600 Beisetzungen statt.
Der Friedhof wurde auch nach der NS-Zeit wiederholt geschändet. 2005 warfen zwei junge Männer (16 und 20 Jahre alt) Grabsteine um und beschmierten sie mit nationalsozialistischen Symbolen. Sie wurden festgenommen und gestanden dann die Tat. 2008 wurden von vier 15- bis 16-jährigen Mädchen und Jungen in „jugendlichem Übermut“ erneut einige Grabsteine umgeworfen.

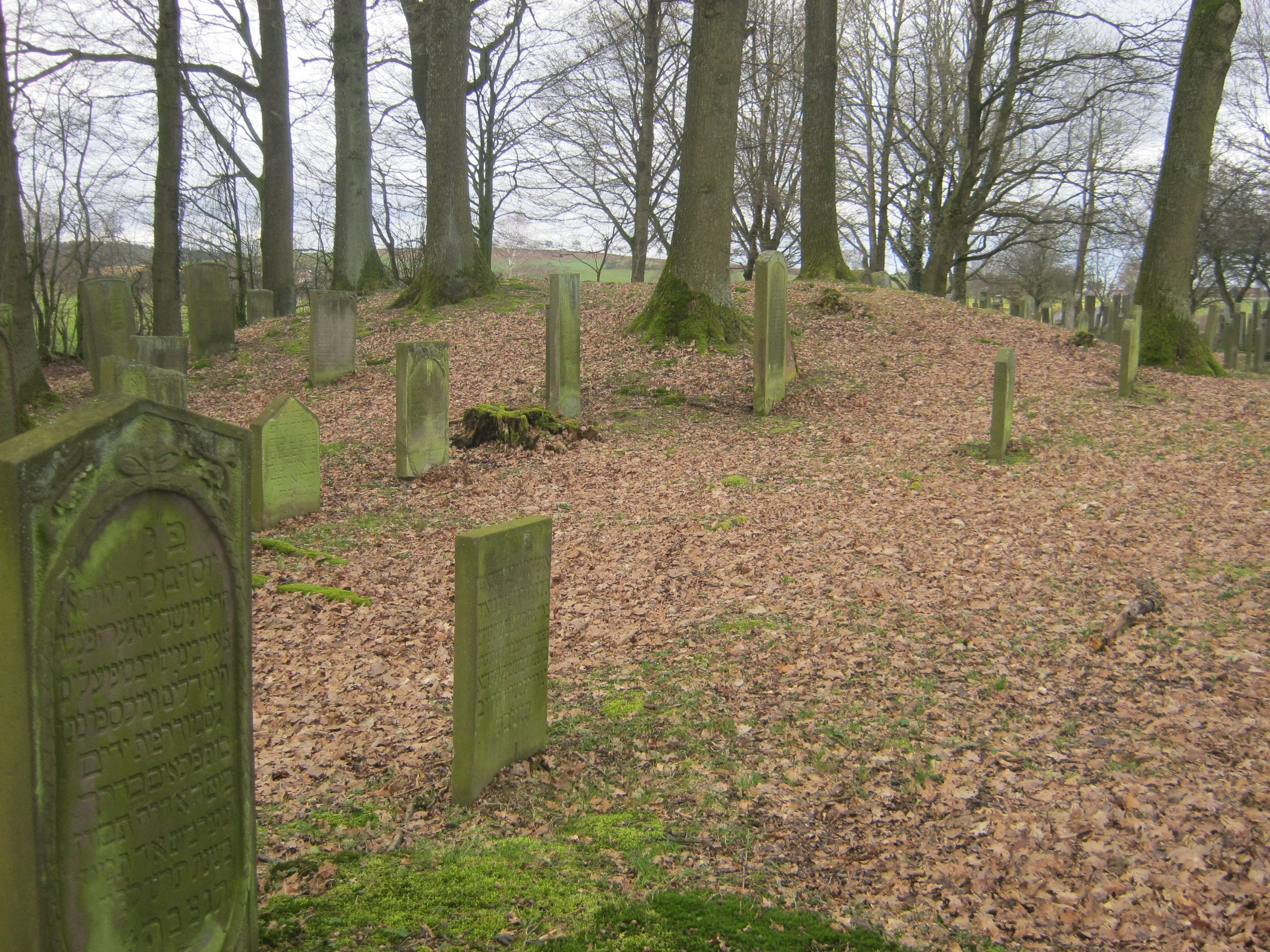
Hügelgrab

## Hügelgräber
Innerhalb des Friedhofs befindet sich ein Hügelgrab aus der Bronzezeit, welches wahrscheinlich schon im 19. Jahrhundert ausgegraben wurde. In den 1920er Jahren berichtete Fritz Luckhard, dass in den Grabungsschächten ein Fuchs wohne. Ein zweites Hügelgrab außerhalb der Umzäunung des Friedhofs ist heute durch landwirtschaftliche Nutzung so weit eingeebnet, dass es kaum noch zu erkennen ist.

## Sonstiges
- Im Geschichtsbuch der deutschen Schule in Brüssel befinden sich Bilder des Friedhofs.
- Gerhild Birmann-Dähne behandelt ihn in ihrer Ausstellung Haus des ewigen Lebens.[5]